# تیمو (فروشگاه اینترنتی)
تیمو (انگلیسی: Temu) یک بازارگاه مجازی اداره شده توسط شرکت تجارت الکترونیک پیندودو است که کالاهای مصرفی با تخفیف زیاد ارائه می‌دهد که معمولاً از خود چین به مصرف‌کنندگان ارسال می‌شوند.